# Aulonium aequicolle
Aulonium aequicolle är en skalbaggsart som beskrevs av Leconte 1859. Aulonium aequicolle ingår i släktet Aulonium och familjen barkbaggar. Inga underarter finns listade i Catalogue of Life.